# Олссон, Найджел
Найджел Олссон (англ. Nigel Olsson; род. 10 февраля 1949, Уолласи, Чешир) — британский барабанщик, известный своим участием в Uriah Heep и многолетним сотрудничеством с Элтоном Джоном, а также как сессионный музыкант.

## Биография
Начинал музыкальную карьеру как гитарист, пока волей случая ему не пришлось замещать не явившегося на выступление ударника, после чего он переключился на этот инструмент. В 1968 году дебютировал как барабанщик и вокалист на грамзаписи в составе Plastic Penny на независимом лейбле Page One Records. В 1969 году участвовал в записи сингла «Mr. Boyd» группы Argosy, которая тотчас прекратила своё существование, но благодаря участию в которой он познакомился с Элтоном Джоном (тогда известным как Реджинальд Дуайт). Кроме того, в группе играли Роджер Ходжсон и Калеб Куэй. В том же году Олссон принял участие в записи трека «Lady What’s Tomorrow» на дебютном альбоме Элтона Джона Empty Sky и сменил выбывшего барабанщика в The Spencer Davis Group. В 1970 году он вошёл в состав Uriah Heep, заменив уволенного во время записи дебютного альбома Very ’eavy… Very ’umble из коллектива Алекса Напьера. На этом знаковом альбоме Олссон участвовал в записи лишь двух треков — «Lucy Blues» and «Dreammare». В апреле 1970 года он покинул Uriah Heep, чтобы сопровождать Элтона Джона в дебютном американском турне в клубе The Troubadour. Будучи сессионным музыкантом на первых альбомах Элтона Джона, начиная с Honky Château в январе 1972 года Олссон стал постоянным участником студийной группы Элтона Джона, с которой записал альбомы Don’t Shoot Me I’m Only the Piano Player, Goodbye Yellow Brick Road и Caribou. В мае 1975 года он был уволен из The Elton John Band после записи возглавившего хит-парады альбома Captain Fantastic and the Brown Dirt Cowboy.
В дальнейшем Найджел Олссон выступал студийным музыкантом и выпустил несколько сольных альбомов, а в 1980 году вернулся в группу Элтона Джона, с которой выступал последующие четыре года, приняв участие в записи альбомов 21 at 33 (1980), The Fox (1981), Too Low for Zero (1983) и Breaking Hearts (1984). В последующие годы он время от времени участвовал в концертных выступлениях Элтона Джона и в записи нескольких треков альбома Songs from the West Coast (2001). На альбомах Peachtree Road (2004), The Captain & the Kid (2006) и Wonderful Crazy Night (2016) он вновь входил в постоянный состав этой группы. За всё своё многолетнее сотрудничество с Элтоном Джоном Олссон сыграл с ним почти 2300 концертов.
Участвовал в студийных записях Нила Седаки (1975—1980), Кенни Роджерса (1993), Эрика Кармена, Линды Ронстадт, Рока Вуазина, Джимми Уэбба, Би Би Кинга, Мишеля Польнареффа, Рода Стюарта, Лео Сейера.
Живёт в Лос-Анджелесе.